# Gassel-Biankou
Pour les articles homonymes, voir Gassel (homonymie).
Gassel-Biankou est une localité située dans le département de Dori de la province du Séno dans région Sahel au Burkina Faso.